# 경강교
경강교(京江橋)는 경기도 가평군 가평읍과 강원특별자치도 춘천시 남산면을 잇는 북한강의 다리이다. 국도 제46호선의 경춘로 구간에 속해있으며, 경춘로의 왕복 4차로 확장공사에 의해 건설되어 1989년에 개통이 되었다. 개통 당시에는 왕복 2차로였으나 개통 이후에 확장공사를 하여 왕복 4차로로 되었다.